# Paul-Louis Oudart
Paul-Louis Oudart, nacido en París el 26 de enero de 1796 y fallecido en 1860, fue un naturalista francés e ilustrador de especies animales.

## Biografía
Paul-Louis Oudart trabajó como ilustrador adjunto del Museo Nacional de Historia Natural de Francia de París.
Describió en 1825 la especie Haematopus ater junto con Louis Pierre Vieillot, trabajando en la La Galerie des Oiseaux du cabinet d'histoire naturelle du Jardin du roi.

## Obras
Oudart fue el ilustrador, entre otras, de las siguientes obras:
- Sclater, Philip Lutley & Oudart, P. L. (ilustraciones) (1858): A monograph of the birds forming the tanagrine genus Calliste: illustrated by coloured plates of all the known species. (Ver digitalizado).
- Webb, Philip Barker; Berthelot, Sabin & Oudart, P. L. (ilustraciones) (1796-1860): Histoire naturelle des Iles Canaries (3 volulmes). (Ver digitalizados).
- Des Murs, O. & Oudart, P. L. (ilustraciones) (1849): Iconographie ornithologique: nouveau recueil général de planches peintes d'oiseaux, pour servir de suite et de complément aux "Planches enluminées" de Buffon, éditions in-folio et in-4° de l'Imprimerie Royale, 1770, et aux planches coloriées de MM. Temminck et Laugier de Chartrouse, mêmes formats, accompagné d'un texte raisonné, critique et descriptif.
- Vieillot, L. P. & Oudart, P. L. (ilustraciones) (1834): La Galérie des oiseaux. (Ver digitalizado).
- Tableau chronologique des divers terrains ou systèmes de couches minérales stratifiées qui constituent la partie connue de l'écorce terrestre, présentant d'une manière synoptique les principaux êtres organisés qui ont vécu aux diverses époques géologiques, et indiquant l'âge relatif des différents systèmes de soulèvements de montagnes établis par Mr. Elie de Beaumont.
- Jacquemont, Victor (1841): Voyage dans l'Inde, par Victor Jacquemont, pendant les années 1828 à 1832.

## Abreviatura
La abreviatura Oudart se emplea para reconocer a Paul-Louis Oudart como autoridad en la descripción y taxonomía en zoología.

## Galería de imágenes

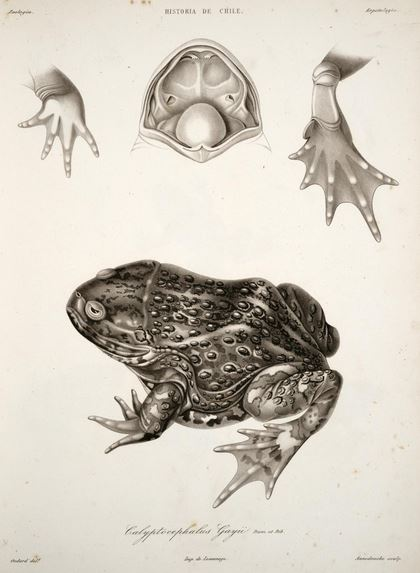
Calyptocephalella gayi
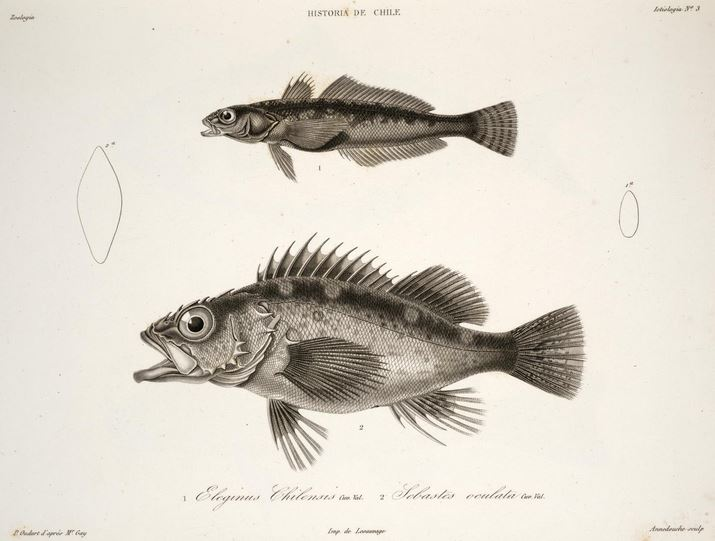
Eleginops maclovinus y Sebastes oculatus
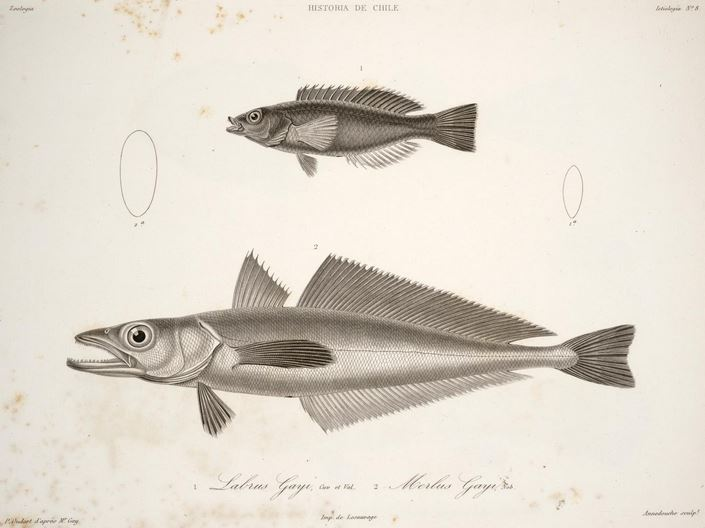
Pseudolabrus gayi y Merluccius gayi
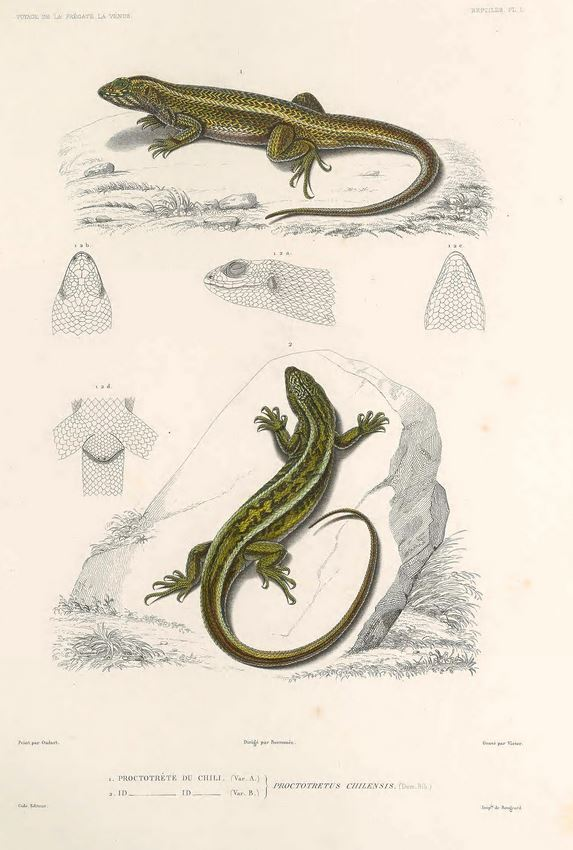
Liolaemus chiliensis
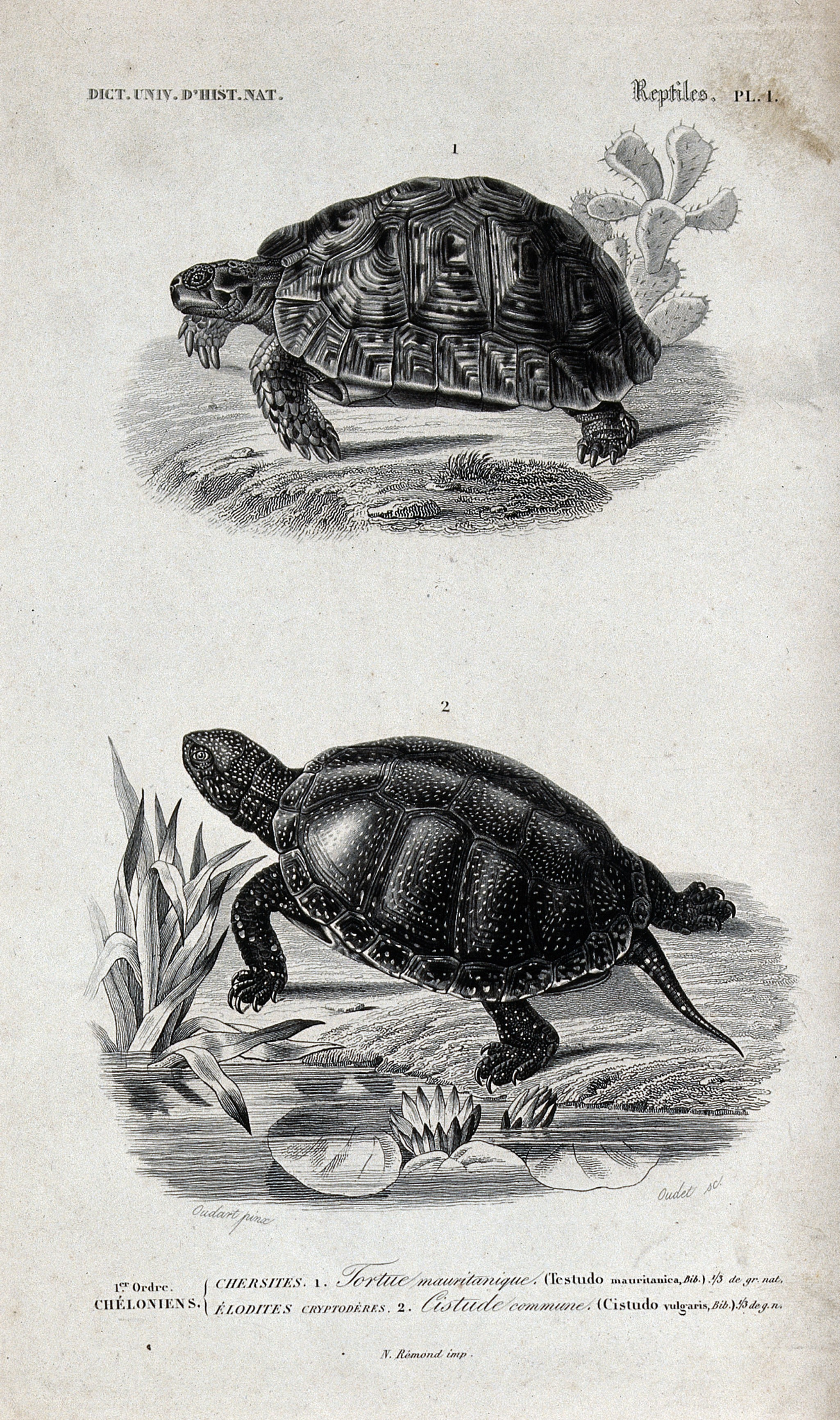
Dos tortugas
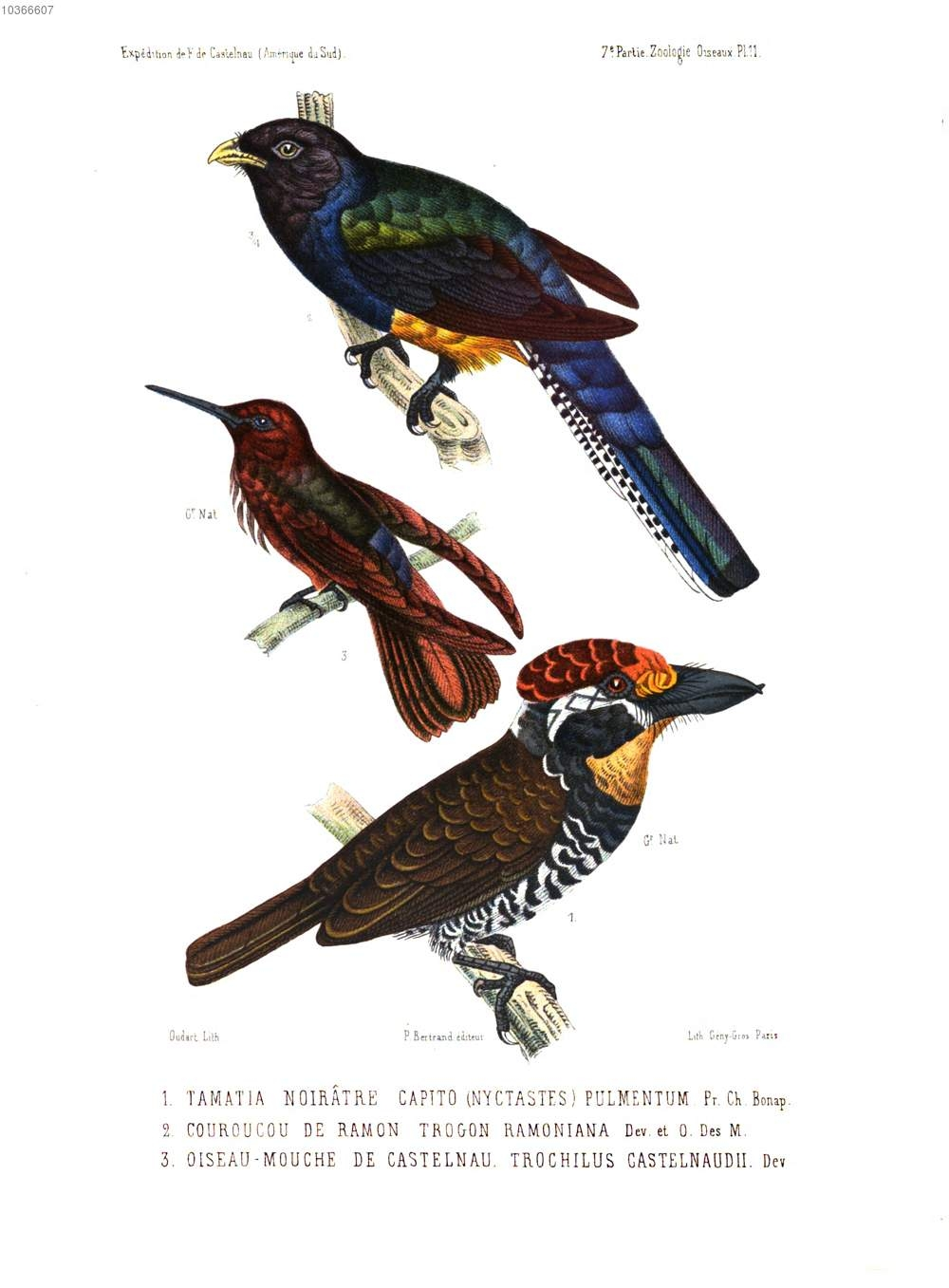
Bucco tamatia pulmentum, Aglaeactis castelnaudii y Trogon ramonianus
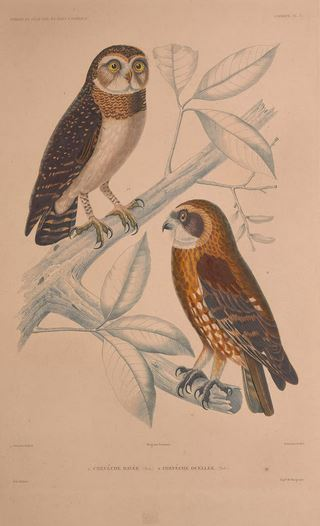
Ninox jacquinoti y Ninox boobook ocellata